# Bandar Shahpour (schip, 1927)
De Bandar Shahpour was een Brits stoomvrachtschip  van 5236 ton. In 1927 kwam het van de scheepswerf van W. Gray & Co. Ltd, West Hartlepool, Engeland. De eigenaar was F.C. Strick &  Ltd, Londen, met aldaar haar thuishaven. De reisroute begon vanuit Abadan, Iran - Mormugao, India - Sekondi-Takoradi, Ghana, op 26 april 1943, samen met konvooi TS-37, naar Freetown, Sierra Leone, en daarna terug naar Groot-Brittannië. Althans, dat was de bedoeling. De lading bestond uit 6768 ton algemene vracht, inclusief oliezaden, 3000 ton mangaanerts, rubber en kopra. Er waren 78 bemanningsleden.

## Geschiedenis
Het schip werd volledig afgewerkt in april 1927 als Arabistan en in 1929 herdoopt als Bandar Shahpour. Op 21 januari 1941 voer de Bandar Shahpour in konvooi OB-275, maar botste met het Noorse stoomvrachtschip Korsfjord (1620 brt), op 20 zeemijl van Butt of Lewis in positie 60°40’N. en 12°09’ W. Hij had blijkbaar minder schade opgelopen en kon terugkeren, terwijl de Korsfjord met verlies van twee man naar de zeebodem zonk.

## Konvooi TS-37
Om 22.56 uur op 30 april 1943, schoot de U-515, onder bevel van Werner Henke, twee hektorpedo's af naar konvooi TS-37 dat ongeveer op 130 zeemijl, ten zuidwesten van Freetown kruiste. Henke bemerkte zijn torpedo-inslagen al na 58 en 59 seconden als fatale treffers. Het eerste schip werd snel tot zinken gebracht en een ander schip brak in twee stukken nadat er een torpedo ter hoogte en onder de commandobrug was ingeslagen.
Om 22.57 uur werd nog een derde torpedo afgeschoten, die een vrachtschip midscheeps, na 52 seconden raakte. Een vierde torpedo schoot Henke af en een minuut later trof deze torpedo nog een vrachtschip dat in zijn midscheeps ontplofte.
Om 22.59 u. werd een vijfde torpedo afgevuurd op een schip dat al na één minuut onmiddellijk zonk. Een zesde torpedo vuurde Henke af om 23.01 u. op een vrachtschip dat al na 1 minuut en 30 seconden naar de zeebodem wegzonk, maar dat zinken kon niet worden opgemerkt door de duisternis.
Henke had eigenlijk zeer snel gehandeld met het torpederen en beweerde dat hij vijf schepen van 31.000 brt en een ander van 6000 brt vermoedelijk tot zinken had gebracht. Nochtans, er waren slechts vier schepen getroffen en tot zinken gebracht. Dit waren de Corabella, de Kota Tjandi, Nagina en Bandar Shahpour, die in positie 07°15’ N. en 13°49’ W. onder de zeespiegel ging. Eén passagier van de Bandar Shahpour, met kapitein Wilfred Allinson Chappell als gezagvoerder, werd gedood. De kapitein, 61 bemanningsleden, acht artilleristen en zeven passagiers werden door HMS Birdlip (T 218) opgepikt  (Lt. E N. Groom, RNR) dat hen de volgende dag aan land bracht in Freetown. Er viel één dode passagier te betreuren.